# Sombra Carrizal
Sombra Carrizal es una localidad del estado mexicano de Chiapas. Es parte del municipio de Huitiupán.

## Demografía
| Gráfica de evolución demográfica |
|                                  |

| Censo | Población |
| ----- | --------- |
| 1950  | 35        |
| 1960  | 271       |
| 1970  | 404       |
| 1980  | 447       |
| 1990  | 748       |
| 2000  | 786       |
| 2010  | 911       |
| 2020  | 1 133     |